# Egon Schiele

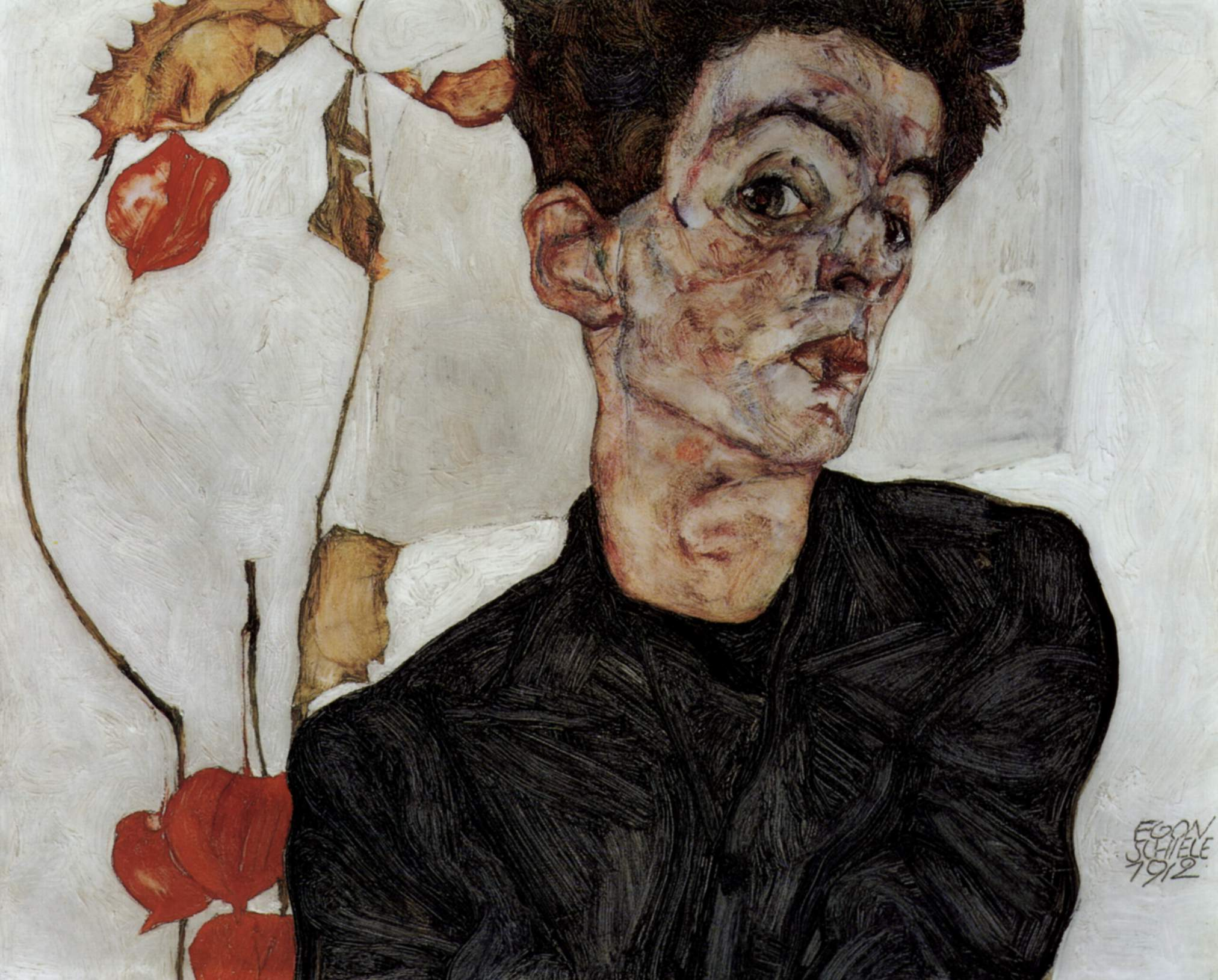
Självporträtt (1912)

Egon Schiele, född 12 juni 1890 i Tulln an der Donau, död 30 oktober 1918 i Wien, var en expressionistisk bildkonstnär i Österrike-Ungern. Schiele räknas vid sidan av Gustav Klimt och Oskar Kokoschka som den mest betydande figurative konstnären i Wien tiden strax före och under första världskriget. Hans målningar och teckningar som ofta avbildar förvridna kroppar i starka färger och med markanta sexuella övertoner anses visa en tidig form av expressionism.

## Biografi

### Tidiga år
Egon Schiele var son till Marie och Adolph Schiele. När han var femton år gammal dog hans far i syfilis och Schiele blev myndling under sin farbror som, trots att han var bekymrad över sin skyddslings bristande intresse för studier, erkände hans konstnärliga talang. Schiele började 1906 på Kunstgewerbeschule, Wiens konstfackskola, men redan samma år klarade han inträdesproven till den ännu mer prestigefyllda Wiens konstakademi, där han började 16 år gammal.

### Klimt och tidiga utställningar
År 1907 sökte Egon Schiele upp den äldre konstnären Gustav Klimt. Klimt var generös som mentor åt unga konstnärer och han blev särskilt intresserad av den unge begåvade Schiele. Han köpte dennes teckningar och erbjöd att byta dem mot sina egna. Han hjälpte också Schiele att hitta modeller och presentera honom för potentiella mecenater. Han förevisade även Wiener Werkstätte, ett produktionskooperativ för konsthantverk som var kopplat till Wiener Sezession. Redan året efter deltog Schiele i sin första utställning i Klosterneuburg.
Vid Akademien uppstod så småningom problem och Schiele lämnade skolan efter sitt tredje år där (1909). Då deltog han redan i utställningar och var vän med Gustav Klimt, sin stora inspirationskälla. Tillsammans med andra missnöjda studenter grundade han Neukunstgruppe ("Nya Konstgruppen"). Klimt bjöd in Schiele att delta i utställningen Wiens Kunstschau 1909, där verk av bland andra Edvard Munch, Jan Toorop och Vincent van Gogh också visades. Efter att ha lösgjorts ur Akademiens anakronistiska och konservativa miljö började Schiele utforska människokroppens former och människans sexualitet i sin konst. Många samtida chockerades över hans konstnärliga rättframhet och uttrycksfulla bildspråk.
Från och med nu deltog Schiele i flera grupputställningar, även i de som arrangerades av Neukunstgruppe i Prag 1910, i Budapest och Sonderbund (Köln) 1912; och flera secessionutställningar i München i början av 1911. År 1913 visade Galerie Hans Goltz i München Schieles första separatutställning. En annan separatutställning visades i Paris 1914.

### Tvist, framgång och äktenskap
1911 mötte Egon Schiele den fyra år yngre Walburga ("Wally") Neuzil som tidigare varit modell åt Gustav Klimt. Egon och Wally kom att bo tillsammans i Wien, där hon tjänade som modell till några av hans mest uttrycksfulla målningar. Det unga paret undflydde vad de uppfattade som en inskränkt miljö i Wien och bosatte sig istället i småstaden Český Krumlov (Krumau) i södra Böhmen. Krumau var Schieles mammas födelsestad och här finns numera ett museum över konstnären, Egon Schiele Art Centrum. Trots släktbanden till Krumau blev Egon Schiele och hans Wally bortjagade från staden av invånare som ogillade deras livsstil. Schieles anställande av stadens tonårsflickor som modeller var en av anledningarna.

### Fängelse och Neulengbach
Tillsammans flyttade de till Neulengbach, 35 km väster om Wien, för att hitta inspirerande omgivningar och en billig ateljé att arbeta i. Eftersom den låg i huvudstaden blev Schieles ateljé en samlingspunkt för brottsliga barn. Schieles livsstil väckte mycket avoghet bland stadens invånare, och i april 1912 blev han arresterad för att ha förfört en minderårig flicka. 
När de kom till ateljén för att arrestera honom, beslagtog polisen mer än etthundra teckningar som de ansåg vara pornografiska. Schiele blev satt i fängelse i väntan på rättegång. När hans fall kom upp i rätten, lades anklagelserna om förförelse och bortföring ned. Men konstnären befanns skyldig till att ha visat erotiska teckningar i ett utrymme som var tillgängligt för barn. I domstolen brände domaren en av de anstötliga teckningarna över ett stearinljus. De tjugoen dagarna som han redan tillbringat i häktet togs i beaktande och han blev dömd till bara tre dagar i fängelse. När han var i fängelset målade Schiele en serie på 12 målningar med motiv som visade hur svårt och obehagligt det var att vara inlåst en fängelsecell.

### Äktenskap
1914 fick Schiele en glimt av systrarna Edith och Adéle Harms, som bodde hos sina föräldrar mitt emot hans ateljé i Hietzing, en förort till Wien (101 Hietzinger Hauptstrasse). De var en protestantisk medelklassfamilj. Fadern var låssmed och mästare i sitt skrå. 1915 valde Schiele att gifta sig med den mer socialt acceptabla Edith, men hade uppenbarligen förväntat sig att fortsätta sin relation med Wally. Men när han förklarade situationen för Wally lämnade hon honom ögonblickligen och de sågs aldrig igen. Det här uppbrottet ledde till att han målade Död och Jungfrun, där Wallys porträtt baserar sig på föregående par, men Schiele är förvånad. I februari 1915 skriver Schiele till sin vän Arthur Roessler: "Jag tänker med fördel gifta mig. Inte med Wally". Trots en del motstånd från familjen Harms gifte sig Schiele och Edith den 17 juni 1915, på Schieles föräldrars bröllopsdag.
Under första världskriget lyckades Schiele fortsätta sin konstnärliga karriär och under denna tid visade han sig vara en fantastiskt produktiv konstnär som behärskade sin potential till fullo. Wiensecessionens utställning 1918, där Schiele var en av de mest framträdande deltagarna och också utformade utställningens affisch, innebar en stor framgång för honom. Under sitt sista levnadsår ställde han därefter även ut i Zürich, Prag och Dresden. 
År 1918 insjuknade Edith i spanska sjukan. Hon var då gravid i sjätte månaden och avled 28 oktober. Egon Schiele insjuknade själv i samma sjukdom och dog tre dagar efter sin hustru. Under dessa tre dagar gjorde Schiele några teckningar av sin hustru, vilka är hans sista verk. Han blev 28 år.
1930 uppkallades en gata efter konstnären, Egon Schiele-Gasse i Wiens stadsdel Hietzing.

## Konstnärligt uttryck och stil
I sin tidiga produktion var Schiele starkt påverkad av Klimt och Kokoschka. Även om man kan se att Schiele kopierar deras stil först, kan man se att han snart utvecklar sin egen utpräglade stil och formspråk. Schieles tidigaste verk från åren mellan 1907 och 1909 innehåller starka likheter med Klimt samt inflytande från Art Nouveau. 1910 började Schiele experimentera med nakenstudier och inom ett år utvecklade han sin egen stil. Han målade utmärglade, sjukligt färgade figurer, ofta med starka sexuella övertoner. Schiele målade också många barn under det här året.

## Postum betydelse

### I Nazityskland
1937 beslagtog Propagandaministeriet i Nazityskland vad som fanns av Egon Schiele på tyska museer, därför att hans konst definierades som entartete Kunst och det skulle inte längre finnas i landet. Det var sammanlagt 24 verk, varav 20 akvareller, 1 grafiskt blad (som egentligen var en färglagd kolteckning), 1 målning och 2 teckningar. Teckningarna bytte konstsamlaren Emanuel Fohn i Rom till sig 1939 direkt ur ministeriets värdedepå och en av dessa skänktes 1964 till Pinakothek der Moderne. Målningen Die kleine Stadt I (1912) gick samma väg genom byte mot okänt vad och finns sedan 1964 på Kunsthaus Zürich. 18 av akvarellerna gick också samma väg och många av dem finns idag på tyska och österrikiska museer. Den färglagda kolteckningens proveniens upphör däremot som lagrad hos det statliga ministeriet 1938. 

### Museer
- Albertina. Den grafiska avdelningen innehar en stor samling teckningar och akvareller av Egon Schiele; man förvaltar även Egon Schiele-arkivet (Max-Wagner-Stiftung).
- Österreichische Galerie Belvedere äger också en stor samling, bland annat tolv centrala verk i storformat.
- Leopold Museum. Med sina 41 oljemålningar och 188 grafiska blad hyser Leopold Museum i Wien den största Schielesamlingen av alla. 2011 inrättades även ett "dokumentationscentrum" över Egon Schiele (autografer, fotografier och litteratur, sammanställt av Rudolf Leopold). I museets bibliotek finns en omfångsrik samling Schielelitteratur.[2]
- Egon Schiele-Museum i födelsestaden Tulln an der Donau.

### Utmärkelser
- Asteroiden 11338 Schiele är uppkallad efter honom.[3]

## Bildgalleri

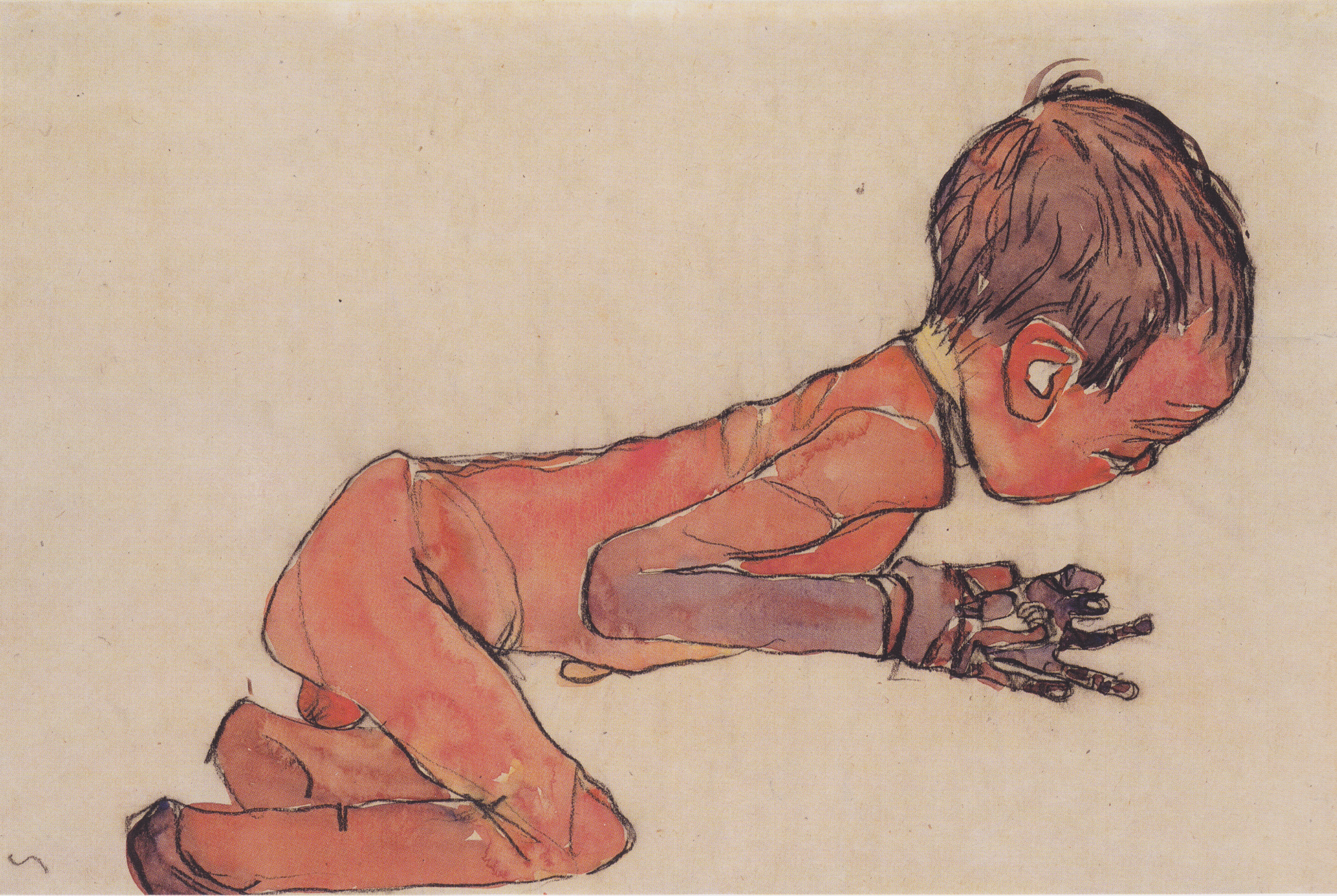
Nyfödd med indragna ben (1910), Leopold Museum, Wien
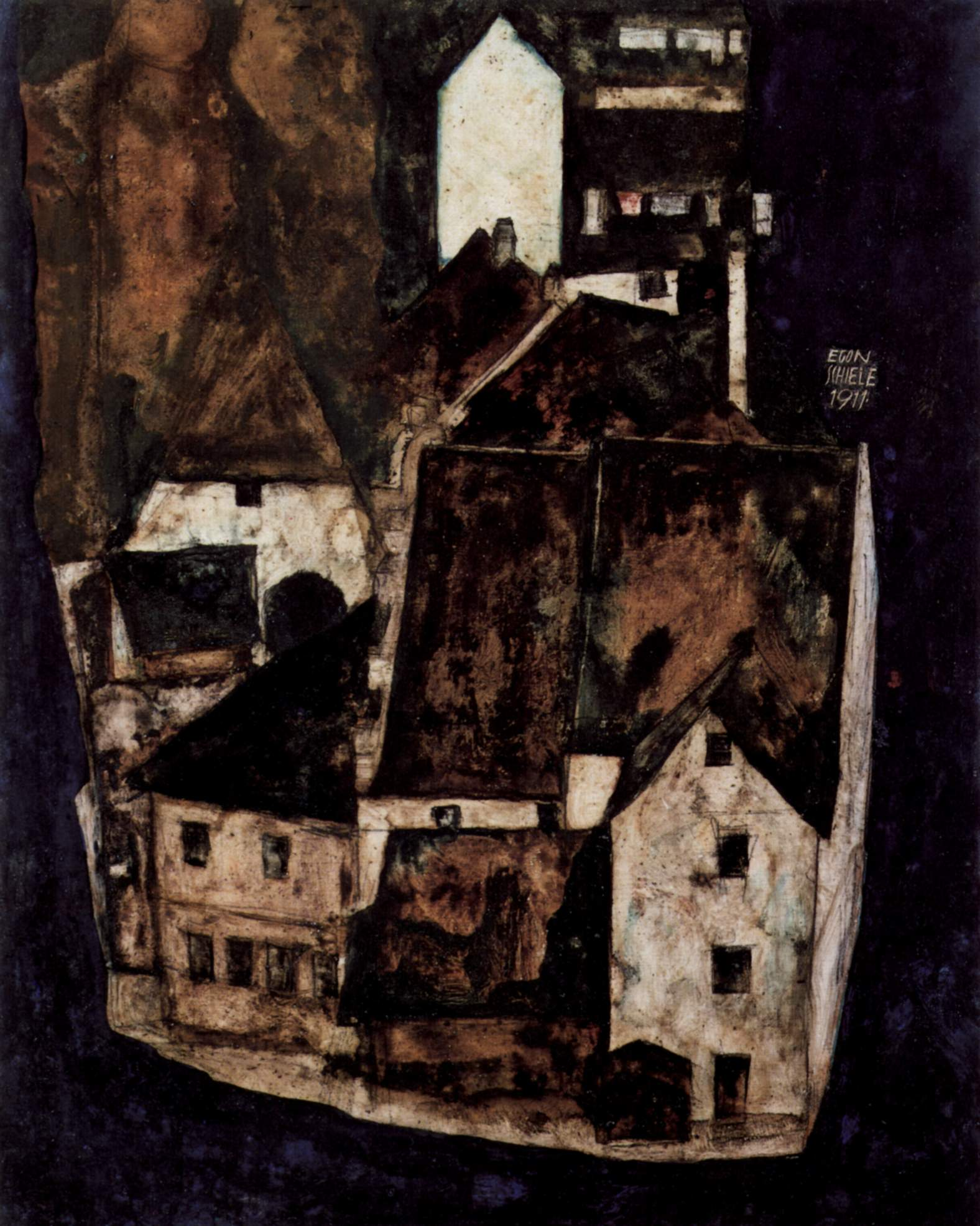
Död stad eller Stad vid den blå floden (1911), olja på trä, Leopold Museum, Wien
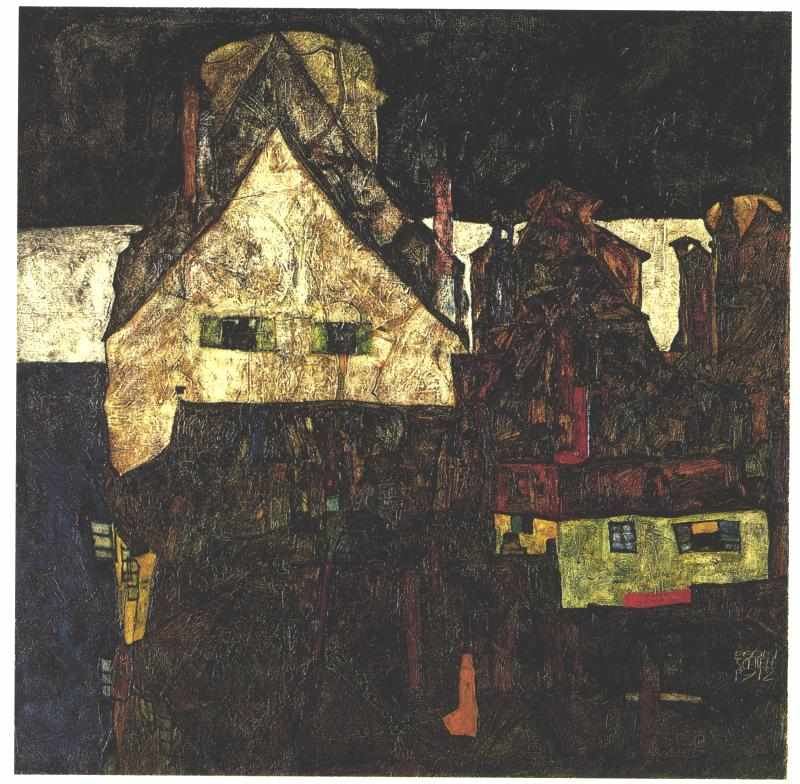
Die kleine Stadt I (1912) även kallad Tote Stadt 1912 III och Tote Stadt VI, beslagtagen på Städtisches Museum i Hagen 1937.
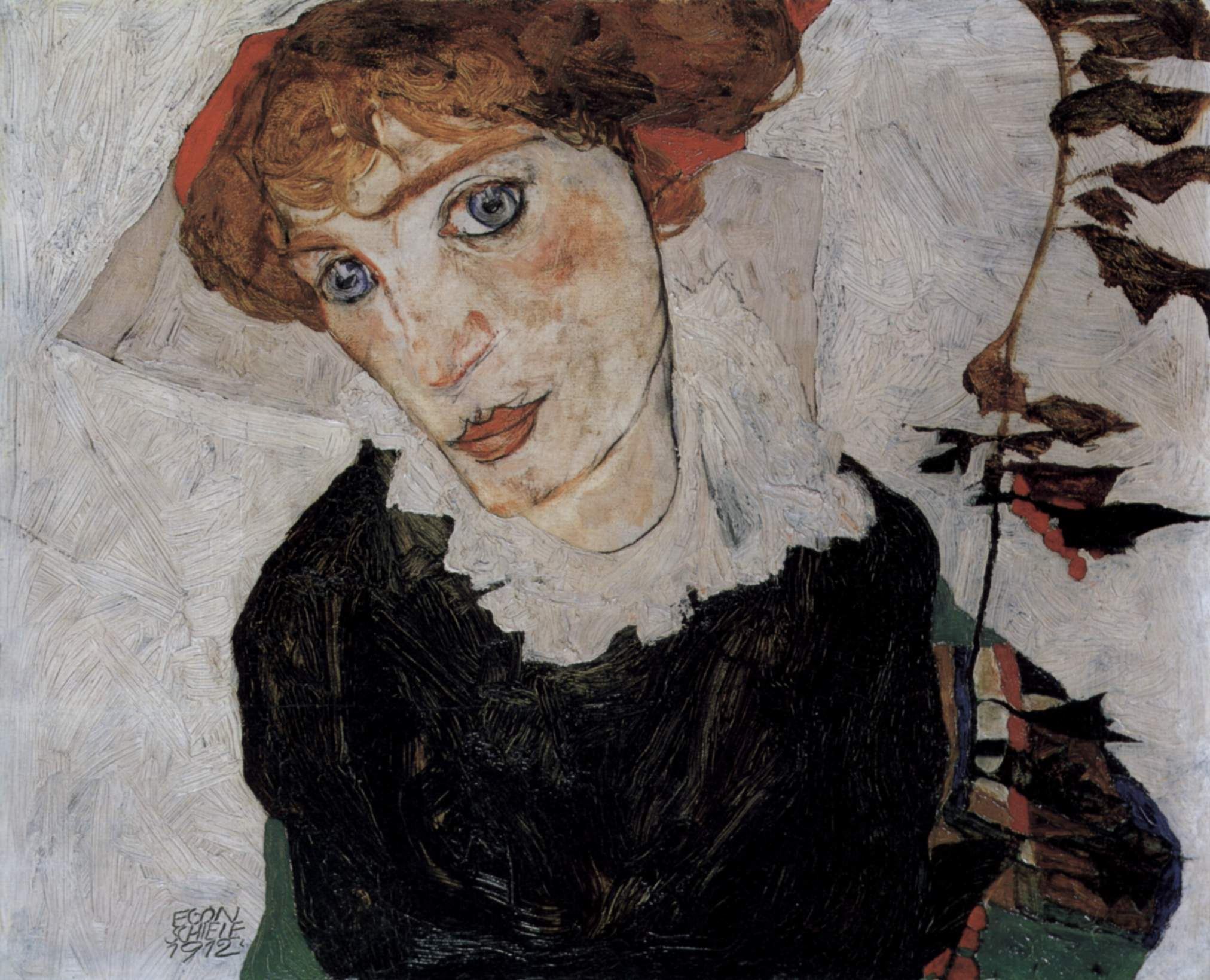
Porträtt av Wally (1912), Leopold Museum, Wien
Självporträtt med sänkt huvud (1912)
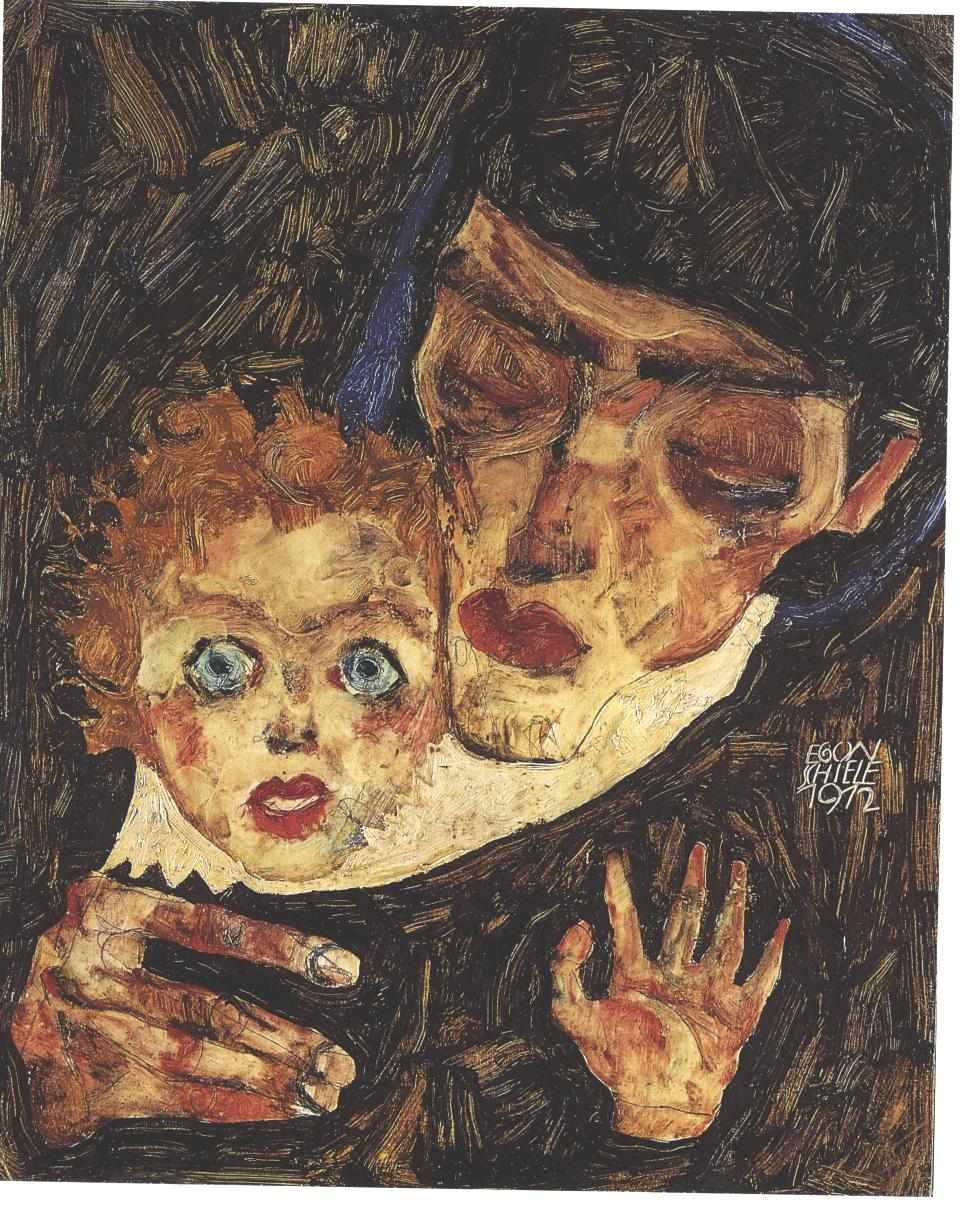
Mor och barn (1912)
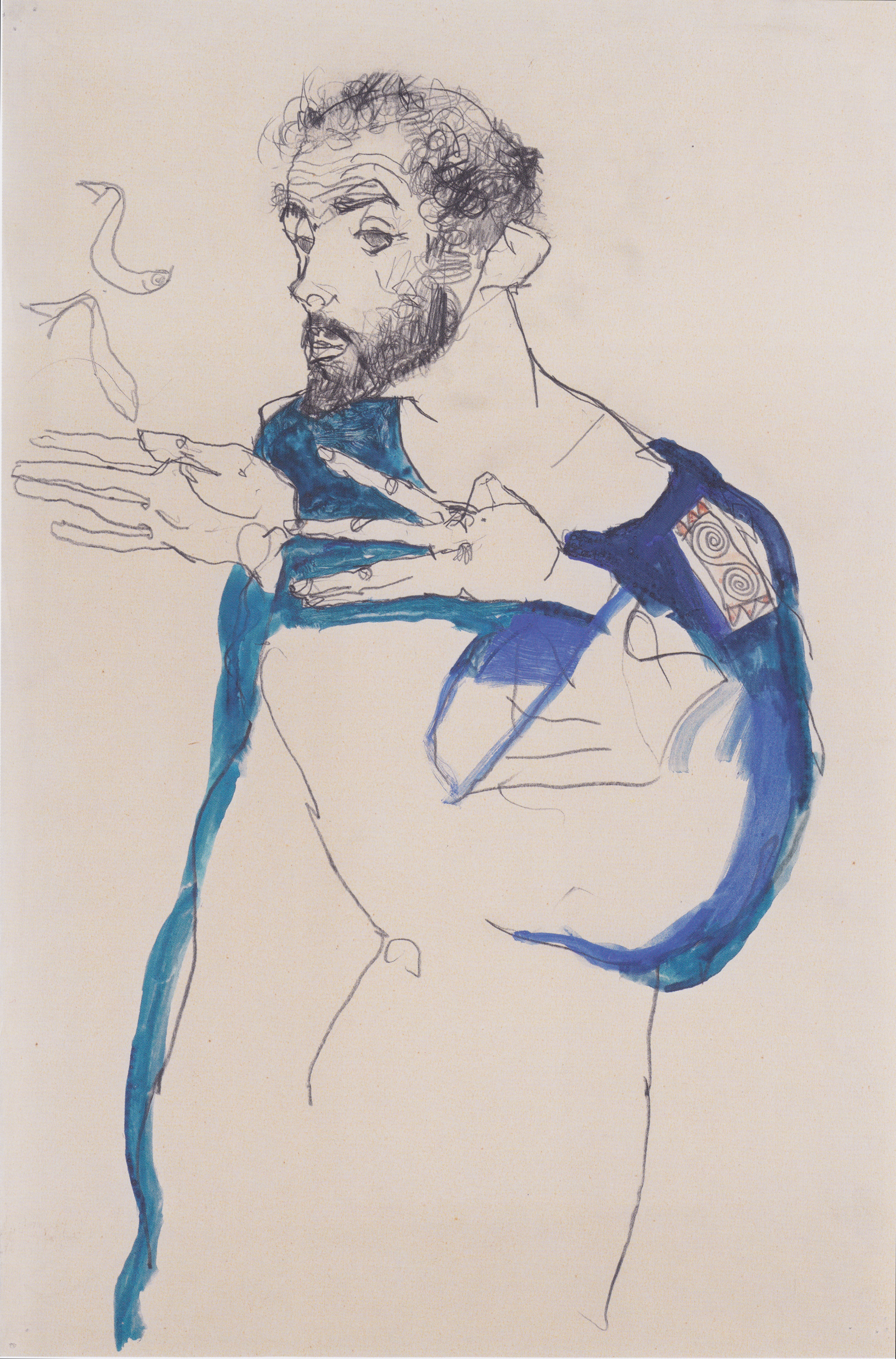
Gustav Klimt i blå målarrock (1913)
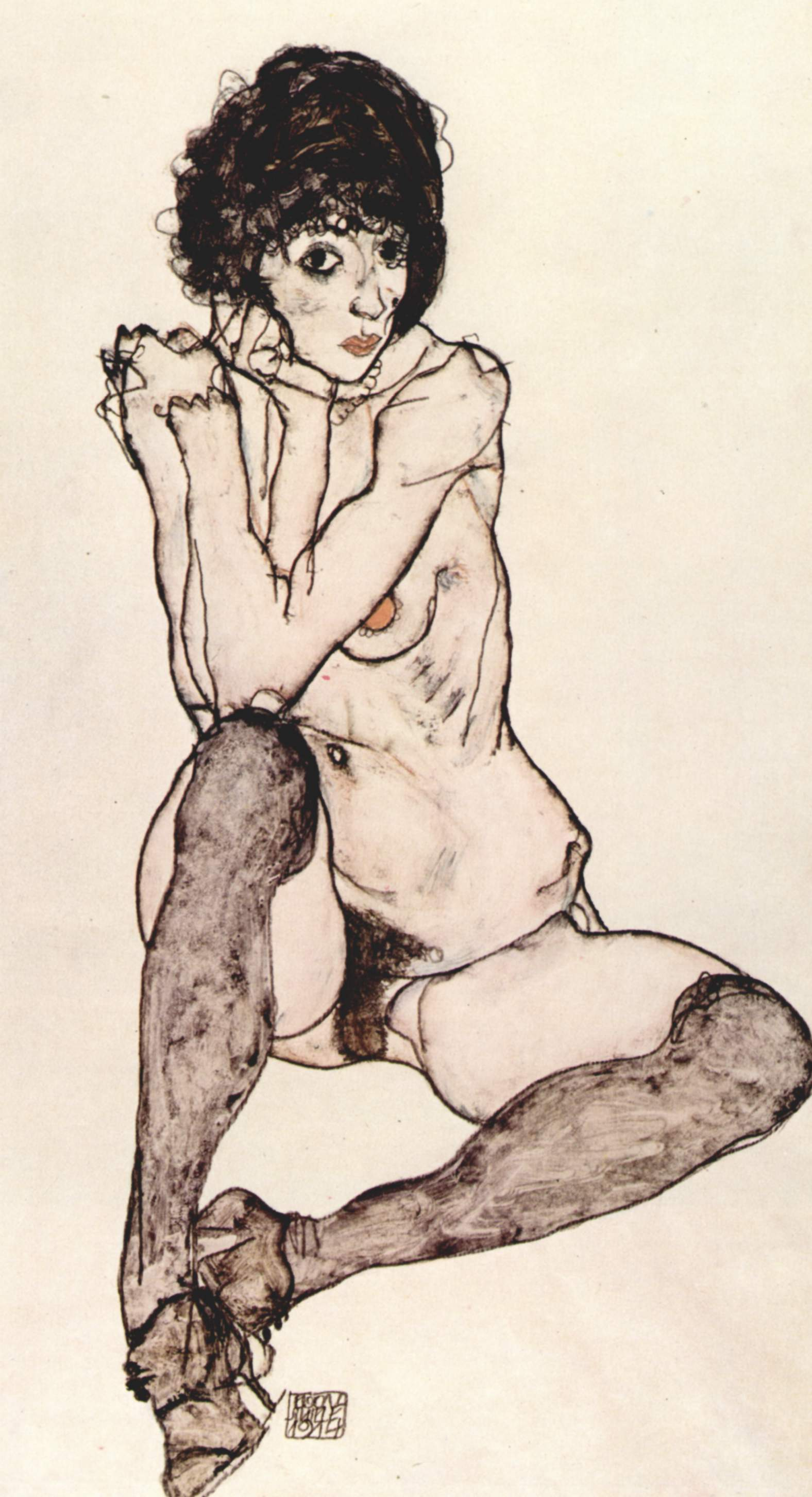
Sittande kvinnlig nakenstudie (1914)
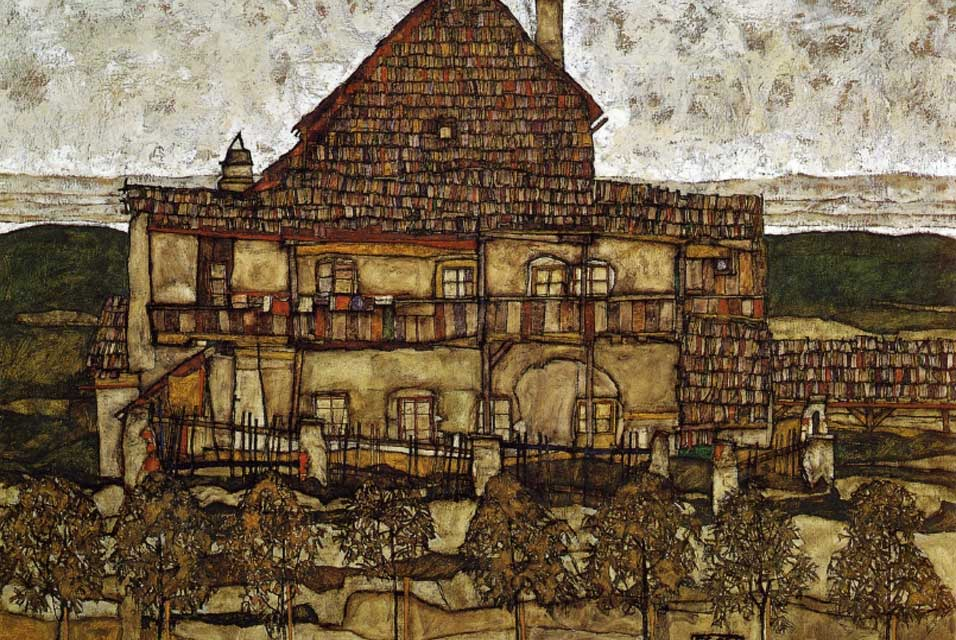
Hus med takspån (1915), Leopold Museum, Wien
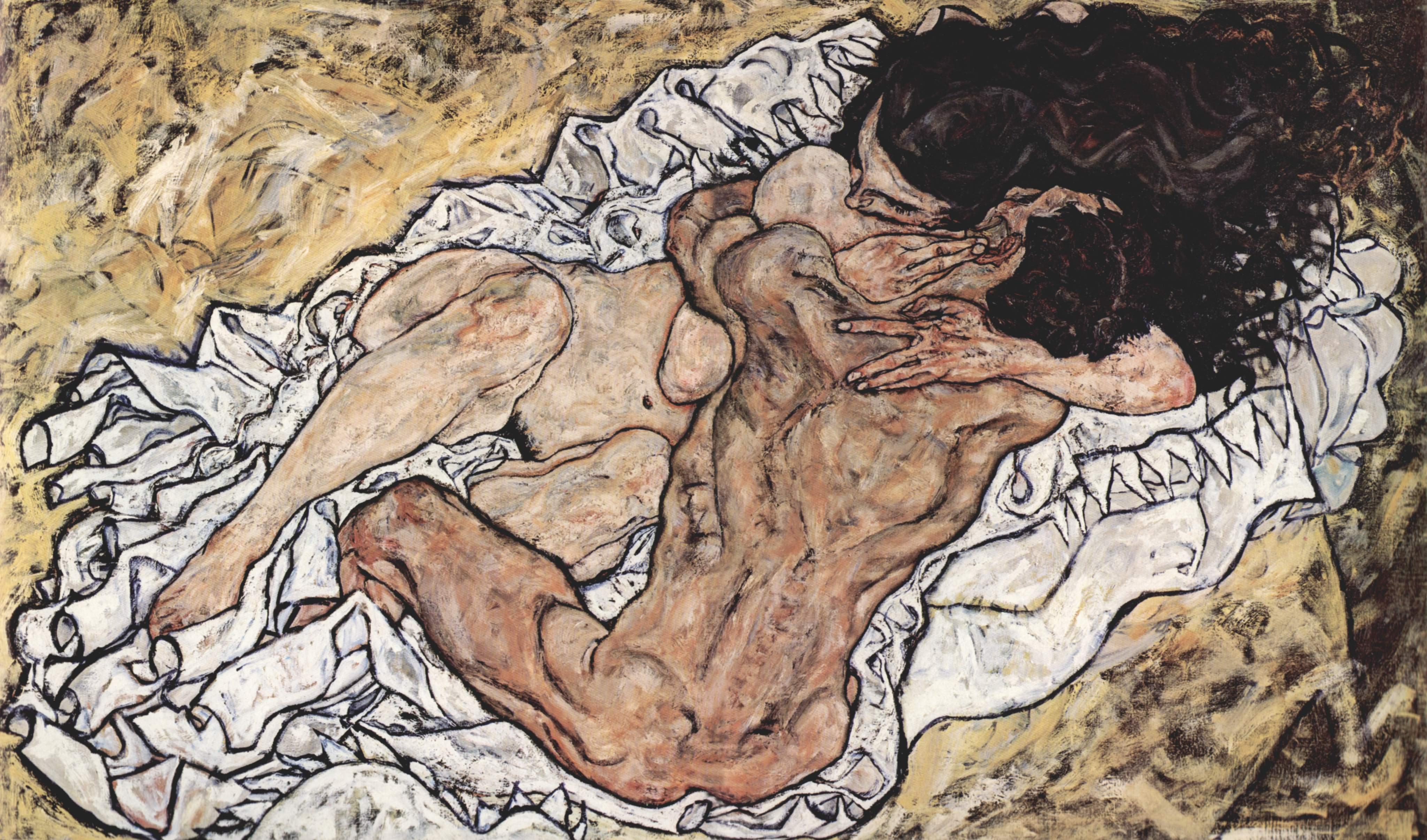
Omfamningen (De älskande) (1917)
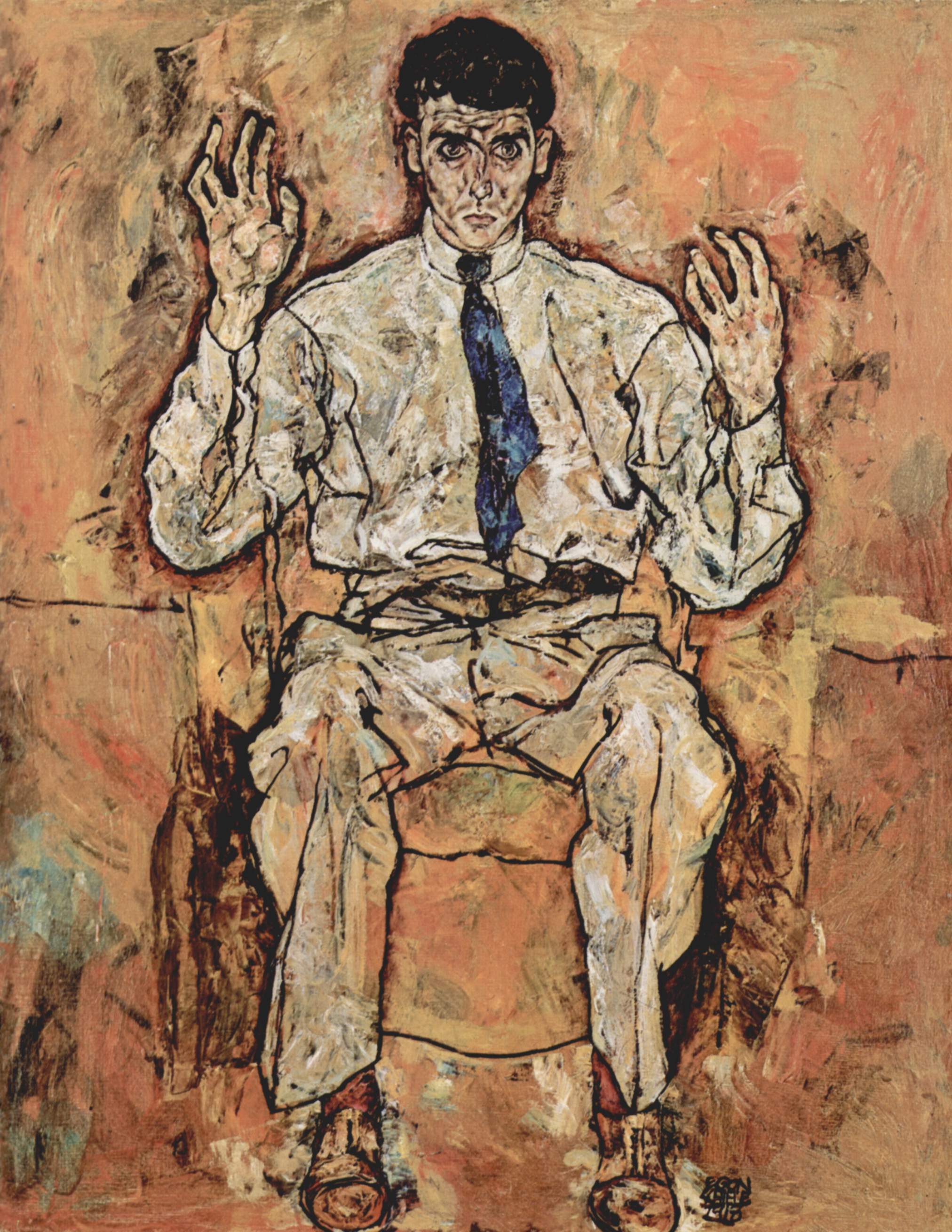
Porträtt av Albert Paris von Gütersloh (1918)